# Horrorvision
Pour plus de détails, voir Fiche technique et Distribution.
Horrorvision est un film américain réalisé par Danny Draven, sorti en 2001.

## Synopsis
Dez, un webmaster, entre en connexion avec Horrorvision.com, un site internet pirate extrême, le condamnant lui et ses proches à une mort cérébrale et digitale.

## Fiche technique
- Titre : Horrorvision
- Réalisation : Danny Draven
- Scénario : J. R. Bookwalter et Scott Phillips
- Production : Ariauna Albright, Charles Band, J.R. Bookwalter et Chuck Williams
- Sociétés de production : Full Moon Pictures et Tempe Entertainment
- Budget : 50 000 dollars (36 700 euros)
- Photographie : Mac Ahlberg
- Montage : David R. Cane
- Décors : John Birmingham et Jeffrey W. Scaduto
- Costumes : David P. Barton et Jeffrey Lindsay Relf
- Pays d'origine : États-Unis
- Format : Couleurs - 1,77:1 - Dolby - DV
- Genre : Horreur, science-fiction, thriller
- Durée : 72 minutes
- Date de sortie : 13 février 2001 (États-Unis)

## Distribution
- Brinke Stevens : Toni
- Len Cordova : Dez
- Maggie Rose Fleck : Dazzy
- Michelle Mellgren : Shena Hill
- Josh Covitt : Synth
- Chuck Williams : l'employé schizophrène
- Ariauna Albright : Nola
- David Bartholomew Greathouse : Manifesto / Wetwire / le cadavre
- James Black : Bradbury
- Del Howison : Dark Del
- Linnea Quigley : le modèle
- Ward Boult : le drogué du vestibule
- Tammi Sutton : le drogué affolé

## Autour du film
- Premier long métrage du réalisateur Danny Draven, le film fut tourné en douze jours[1].
- La bande originale du film reprend des morceaux des groupes Babydoll Johnson, Jack Off Jill, Superfiends, The Divine, Enrapture et SFB.